# Distrito de Mukono
Mukono es uno de los varios distritos que componen a Uganda, este distrito se localiza en la región central ugandesa. Al igual que la gran mayoría de los otros distritos de Uganda, su nombre se debe a su ciudad capital, la ciudad de Mukono, que posee lazos culturales con la ciudad inglesa de Guildford.

## Geografía
Entre sus características principales se destaca el Bosque Mabira, y su costa con el lago Victoria.
Su área es de 11.764 km². Mientras que su población es de 807.923 personas, esto provoca una densidad poblacional de 69 habitantes por cada kilómetro cuadrado.
- Datos: Q1151066